# Francesc Pastor i Descatllar
Francesc Pastor i Descatllar   (Barcelona, 1682 - Besalú, 23 de gener de 1735) fou un teòleg i religiós català. Va ser abat de Sant Pere de Besalú de 1715 a 1735.
Va prendre l'hàbit benedictí i va professar al noviciat al monestir de Sant Pau del Camp el 1698. Va ser doctor en Teologia i, després de passar pel monestir de Santa Maria d'Alaó, el 1715 va ser nomenat abat del Monestir de Sant Pere de Besalú.
Durant els seus vint anys d'abadiat, va moblar la sagristia del Monestir i va fer construir un òrgan per l'església. A més, va ser abat president de la Congregació Claustral dos triennis (1721-1724, 1727-1730). En morir va ser enterrat en la mateixa tomba de l'abat Joan de Tormo, davant de l'altar major de l'església abacial.